# Ricania hedenborgi
Ricania hedenborgi är en insektsart som beskrevs av Stroud 1865. Ricania hedenborgi ingår i släktet Ricania och familjen Ricaniidae. Inga underarter finns listade i Catalogue of Life.